# Condado de Ford (Illinois)
O Condado de Ford é um dos 102 condados do Estado norte-americano de Illinois. A sede do condado é Paxton, que é também a sua maior cidade. O condado possui uma área de 1260 km² (dos quais 1 km² estão cobertos por água), uma população de 14241 habitantes, e uma densidade populacional de 11 hab/km² (segundo o censo nacional de 2000). O condado foi fundado em 17 de fevereiro de 1859.